# Katrina Lehis
Katrina Lehis (ur. 19 grudnia 1994 w Haapsalu) – estońska szpadzistka, dwukrotna medalistka olimpijska.

## Kariera sportowa
Na igrzyskach olimpijskich w Tokio wspólnie z Julią Beljajevą, Eriką Kirpu i Iriną Embrich wywalczyła złoty medal w zawodach drużynowych. Na tej samej imprezie zdobyła również brązowy medal w rywalizacji indywidualnej, ulegając jedynie Chince Sun Yiwen i Anie Marii Popescu z Rumunii.
Podczas rozgrywanych w 2015 roku igrzysk europejskich w Baku razem z koleżankami zdobyła srebrny medal w drużynie. W tym samym roku zdobyła srebrny medal w zawodach drużynowych na mistrzostwach Europy w Montreux. Ponadto wywalczyła złoty medal indywidualnie podczas mistrzostw Europy w Nowym Sadzie (2018).